# Obština Vărbica
Obština Vărbica (bulharsky Община Върбица) je bulharská jednotka územní samosprávy v Šumenské oblasti. Leží ve východním Bulharsku, v Předbalkánu. Sídlem obštiny je město Vărbica, kromě něj zahrnuje obština 15 vesnic. Žije zde zhruba 10 tisíc stálých obyvatel.

## Sídla
Všechna sídla v obštině jsou samosprávná.
| - Bjala Reka - Božurovo - Černookovo - Ivanovo - Kjolmen - Konevo | - Krajgorci - Lovec - Malomir - Mengiševo - Metodievo - Nova Bjala Reka | - Staňanci - Sušina - Tušovica - Vărbica (sídlo správy) |

## Sousední obštiny
| Růžice kompasu | Tărgovište |                 | Veliki Preslav | Růžice kompasu |
| Růžice kompasu | Omurtag    | Sever           | Smjadovo       | Růžice kompasu |
| Růžice kompasu | Omurtag    | Obština Vărbica | Smjadovo       | Růžice kompasu |
| Růžice kompasu | Omurtag    | Jih             | Smjadovo       | Růžice kompasu |
| Růžice kompasu | Kotel      | Sungurlare      |                | Růžice kompasu |

## Obyvatelstvo
V obštině žije 10 171 stálých obyvatel a včetně přechodně hlášených obyvatel 14 649. Podle sčítáni 1. února 2011 bylo národnostní složení následující:
- Turci: 5 597 (56.9 %)
- Romové: 2 434 (24.7 %)
- Bulhaři: 919 (9.3 %)
- ostatní: 895 (9.1 %)